# Stenbräken
Stenbräken (Cystopteris fragilis) är en växtart i familjen ormbunksväxter. 
Arten förekommer i hela Europa. Den växer i låglandet och i bergstrakter upp till 2700 meter över havet. Stenbräken hittas ofta mellan kalkstensformationer och mellan andra klippor.
Exemplar som växer vid byggnadsverk som skapades av människor röjs ibland bort. Hela populationen är stabil. IUCN listar arten som livskraftig (LC).